# Eriovixia gryffindori
Eriovixia gryffindori (лат.) — вид пауков семейства Araneidae, обитающих в Индии (горные биотопы, штат Карнатака, округ Шимога, Hosanagara taluk). Включён в список Десяти самых замечательных видов 2017 года, публикуемый Международным институтом по исследованию видов.

## Описание
Мелкие пауки (менее 1 см) буровато-серого цвета, напоминают сухой листок, что делает их малозаметными на фоне листвы. Отличаются вытянутым назад и загнутым вниз заострённым кончиком удлинённого брюшка. Головогрудь длиной 1,8 мм (ширина 1,78 мм), брюшко длиной 5,22 мм (ширина 3,18 мм). Длина ног: I-я пара 6,81 мм, II-я пара 5,86 мм, III-я пара 3,03 мм, IV-я пара 4,35 мм. Ведут скрытный ночной образ жизни.
E. gryffindori был впервые описан в 2016 году и стал 21-м и самым известным таксоном рода Eriovixia, представители которого характерны, главным образом, для тропической Азии. Многие виды в этой группе также известны своим необычным внешним видом. Например, паук Eriovixia pseudocentrodes также обладает шляпоподобной формой брюшка. В Индии также встречаются Eriovixia excelsa (Simon, 1889), Eriovixia laglaizei (Simon, 1877), Eriovixia palawanensis (Barrion & Litsinger, 1995), Eriovixia poonaensis (Tikader & Bal, 1981) и Eriovixia kachugaonensis Basumatary et al. 2019.

## Этимология
Видовое название дано в честь мага Годрика Гриффиндора из рассказов Джоаны Роулинг о Гарри Поттере в связи со схожестью брюшка с волшебным головным убором распределяющей шляпой основателя Хогвартса.